# فردریک هشتم، پادشاه دانمارک
فردریک هشتم Frederick VIII با نام کامل Christian Frederik Vilhelm Carl از سال ۱۹۰۶ تا سال ۱۹۱۲ پادشاه دانمارک بود. وی پسر کریستیان نهم بود. فردریک هشتم بیشتر به مسائل نظامی کشورش توجه داشت.